# 피아니스트 세이모어의 뉴욕 소네트
피아니스트 세이모어의 뉴욕 소네트(Seymour: An Introduction, Seymour)는 미국에서 제작된 에단 호크 감독의 2014년 다큐멘터리 영화이다. 피아니스트였던 세이모어의 다큐멘터리이다. 세이모어 번스타인 등이 주연으로 출연하였다.
이 영화는 텔류라이드 영화제에서 2014년 8월 30일 데뷔했다.

## 줄거리
피아니스트였던 세이모어가 자신의 옛이약 이야기를 하는 이야기이다.

## 출연
- 세이모어 번스타인
- 에단 호크